# 流溪河

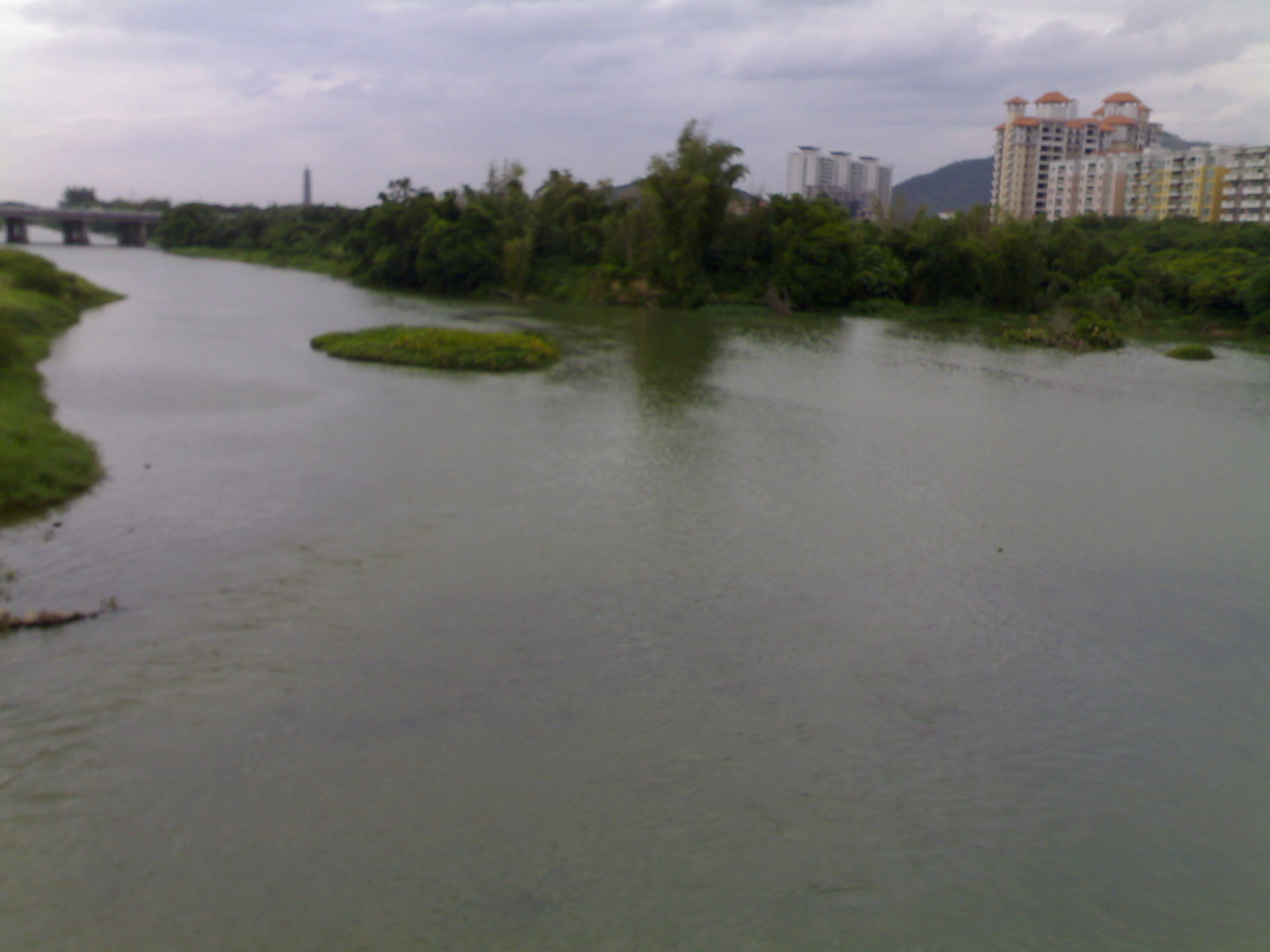
流经从化街口的流溪河

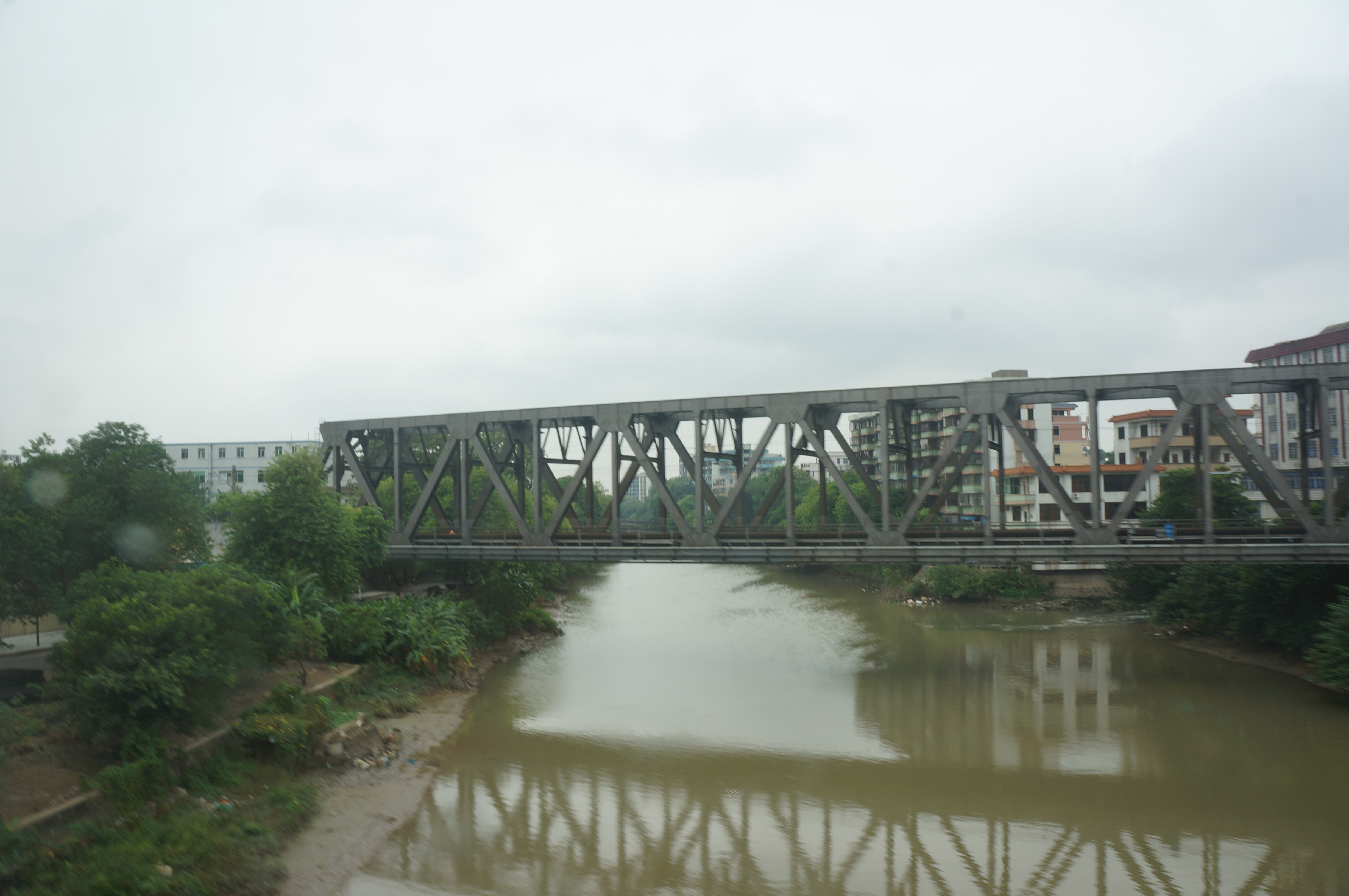
跨越流溪河的京广铁路江村大桥

流溪河位于中国广州市的西北部，是由众多溪流汇集而成，是广州的母亲河。流溪河之名古代已有，因该河由众多溪流涧水汇集而成，故名。发源于广州市从化区吕田镇与韶关市新丰县交界处，先后汇集多条支流后，穿越黄瑶山峡（又称石马山峡）流入流溪河水库，始称流溪河，又称吕田河。从北到南纵贯从化，再流经白云区的钟落潭、竹料、人和、江村等地，汇入白坭河，经珠江三角洲河网而注入南中国海。自源头至白坭河口，干流发源于吕田镇北部海拔1085米的桂峰山，全长157.04公里，流域面积达2290平方公里。集雨面积在100平方公里以上的支流有5条，分别是：牛栏河、玉溪河、分田河、小海水、龙潭河。年径流量28.4亿立方米，年平均流量90.1立方米/秒，降雨集中在4至9月。
流溪河在良口镇以上的河道穿越深山峡谷，水流湍急。自良口以下河流进入丘陵区，河面渐宽，河床坡度平缓。街口镇以下两条较大支流汇入，流量增大。下游流入广花平原，与白坭河汇合于南岗口。流溪河有数条灌溉渠，现实际浇灌面积约30.5万亩。在从化市境内建有流溪河水库、广州抽水蓄能水电厂、流溪河国家森林公园。
在流溪河山涧，亦能发现消匿多年的飞瀑草。